# Berestowe (rejon bachmucki)
Berestowe (ukr. Берестове) – wieś na Ukrainie, w obwodzie donieckim, w rejonie bachmuckim. W 2001 liczyła 1278 mieszkańców, spośród których 1005 posługiwało się językiem ukraińskim, 259 rosyjskim, 2 białoruskim, 1 ormiańskim i 1 innym.